# لوفليز
لوفليز بالكورية "러블리즈" هي فرقة فتيات من كوريا الجنوبية مكونة من 8 فتيات ظهروا لأول مرة عن طريق شركة ووليم إنترتينمنت سنة 2014 .
الفرقة مكونة من:
- بيبي سول
- يوجاي أي
- جين
-لي ميجو
- سيو جيسو
-كي
- ريوسيوجونق
- يي ان
انطلقت لوفليز مع أغنية (Goodnight Like Yesterday) التي صدرت في 10 نوفمبر 2014. ولديهم أغنية تحت مسمى Girls Invasion وافرج على أول البوم لهم في 17 من نوفمبر تشرين الثاني.
و كان استيج ترسيمهم ام كاونت داون بتاريخ 13 نوفمبر 2014.
الالبومات:
- Girls' Invasion
- Hi

## تاريخ الفرقة

### 2014: الظهور وإطلاق الألبوم المصغر الأول
انطلقت لوفليز مع أغنية (Goodnight Like Yesterday) التي صدرت في 10 نوفمبر 2014. ولديهم أغنية تحت مسمى Girls Invasion وافرج على أول البوم لهم في 17 من نوفمبر تشرين الثاني.
و كان استيج ترسيمهم ام كاونت داون بتاريخ 13 نوفمبر 2014.

## وصلات خارجية
- لوفليز على موقع ميوزك برينز (الإنجليزية)
- لوفليز على موقع ديسكوغز (الإنجليزية)

- الموقع الرسمي